# Imperium Tiwanaku-Wari
Imperium Tiwanaku-Wari (hiszp. El Imperio Tiwanaku-Wari) – państwo historyczne w Ameryce Południowej, polityczna formacja dwóch centrów ekonomicznych: Wari oraz Tiwanaku, utworzona około 500/700 roku i istniejąca do około 1100/1200 roku na terenie dzisiejszych państw: Peru, Boliwii i Chile.

## Określenie "Imperium"
Niektórzy uczeni twierdzą, że wspólnotę Tiwanaku-Wari nie powinno określać się mianem "imperium". Dla przykładu archeolog Ruth Shady zasugerowała, aby używać określenia "luźnej sieci ośrodków ekonomicznych". Naukowcy podnoszący pogląd o istnieniu imperium (np. William Isbell, Katherine Schreiber i Luis Lumbreras) zwracają uwagę na budowę rozległej sieci dróg łączących miejscowości oraz charakterystyczną architekturę w ważniejszych ośrodkach, z których niektóre miały dużą powierzchnię. Wymagało to dużej ilości pracowników do wykonywania projektów architektonicznych. Obecnie częste odkrycia ruin dawnej cywilizacji mają miejsce w okolicach miasta Chiclayo.

## Stosunki między Tiwanaku i Wari
Zarówno kultura Tiwanaku jak i kultura Wari wywodziły się z andyjskiej, przedinkaskiej kultury Moche. Obie kultury dosyć szybko i niezależnie się rozwijały, podbijając coraz to nowe terytoria, jednocześnie pozwalając na pokojowe przyłączanie się plemion i zachowywanie przez lokalnych przywódców ich funkcji. Daniną było wysyłanie przez lokalne plemiona robotników do wznoszenia nowych budowli zarówno w stolicy jak i w pozostałych miejscowościach. Archeolog Joyce Marcus porównał stosunki pomiędzy kulturami do relacji pomiędzy Stanami Zjednoczonymi a Związkiem Radzieckim podczas zimnej wojny. Oba państwa są tak silne, że żadne nie zaatakuje drugiego w obawie przed całkowitym zniszczeniem.

## Administracja
Niewiele wiadomo na temat początków administracji państwowej na obszarze Tiwanaku-Wari. Niektóre z cech państwowości mogą być powiązane z wcześniejszym kulturami północnego brzegu jeziora Titicaca. Podejrzewa się, że państwo upadło około 1100 roku na skutek zmian środowiskowych oraz konfliktów społeczno-politycznych.